# Zond 2
Pour les articles homonymes, voir Zond (homonymie).
Zond 2 est une sonde spatiale soviétique faisant partie du programme Zond et le sixième engin soviétique à essayer de survoler la planète Mars. Lancée le 30 novembre 1964 du cosmodrome de Baïkonour, elle n'atteindra jamais son objectif à la suite d'une perte des communications.

## Sonde
Zond 2 est un engin spatial de type Mars 3MV-4A, transportant les mêmes appareils scientifiques que Mars 1, à savoir un appareil photographique, un spectrographe, un spectroreflexomètre, un magnétomètre, un compteur de micrométéorites et deux détecteurs de radiations, l'un à décharge gazeuse et l'autre à scintillation. 
La sonde était équipée à titre expérimental de six moteurs ioniques à faible poussée qui pouvaient se substituer aux moteurs à gaz pour ajuster l'orientation de la sonde.
L'énergie était produite par deux panneaux solaires.

## Mission
Zond 2 est lancé le 30 novembre 1964 du cosmodrome de Baïkonour par une fusée R-7 Semiorka. Le communiqué de l'agence Tass ne donne que peu d'informations sur la mission en direction de Mars, parlant d'étude du comportement de la sonde « dans les conditions véritables de vols cosmiques prolongés » et de « recherches scientifiques menées dans l'espace extérieur ».
Les moteurs à ions sont testés avec succès entre le 8 et le 18 décembre 1964. Cependant, l'un des deux panneaux solaires tombe en panne à 40 000 km de la Terre, privant la sonde de la moitié de l'énergie nécessaire à son fonctionnement. Après une manœuvre de correction de trajectoire survenue en mai 1965 et alors que Zond 2 est distante de 150 millions de kilomètres, les communications sont définitivement perdues. La sonde survole néanmoins la planète Mars le 6 août 1965 à une distance de 1 500 kilomètres et à une vitesse relative de 5,62 km/s.

## Résultats scientifiques
Zond 2 a permis de valider l'usage des moteurs ioniques qui ont fonctionné correctement dans des conditions réelles durant 70 minutes, ce que l'agence Tass qualifie le 18 décembre 1964 de « nouvel exploit soviétique dans le domaine de l'exploration de l'espace ».

### Sources
- (en) NASA, « Zond 2 », sur NSSDC Master Catalog (consulté le 2 août 2008)